# Зорин, Вадим Викторович
Вадим Викторович Зорин (1911—1983) — советский хозяйственный, государственный и политический деятель.

## Биография
Родился в 1911 году в Самаре. Член КПСС.
Образование высшее (окончил Куйбышевский индустриальный институт)
С 1930 года — на хозяйственной, общественной и политической работе.
До 1940 гг. — инженер на заводах города Куйбышева.
- В 1940—1945 гг. — технолог, заместитель начальника цеха, начальник цеха, начальник производства, секретарь парткома завода № 179 НКБ СССР.[1]
- В 1945—1950 гг. — второй, первый секретарь Центрального райкома ВКП(б) города Новосибирска, секретарь Новосибирского горкома ВКП(б).[1]
- В 1950—1953 гг. — директор завода № 188.[1]
- В 1953—1957 гг. — заместитель председателя Новосибирского облисполкома.[1]
- В 1958—1961 гг. — председатель Новосибирского облсовпрофа.[1]
- В 1961—1962 гг. — председатель Новосибирского горисполкома.[1]
- В 1962—1965 гг. — заместитель начальника управления машиностроения Новосибирского совнархоза.[1]
- В 1965—1971 гг. — директор Новосибирского филиала Союзмашпроекта.[1]
- В 1971—1982 гг. — директор завода «Гипромашпром».[1]

С 1982 гг. — персональный пенсионер.
Делегат XXII съезда КПСС.
Умер в Новосибирске в 1983 году. Похоронен на Заельцовское кладбище (квартал 37).

## Награды
- Орден Октябрьской Революции[2]
- Орден Трудового Красного Знамени[2]
- Орден «Знак Почёта»[2]